# Подводное соляное озеро

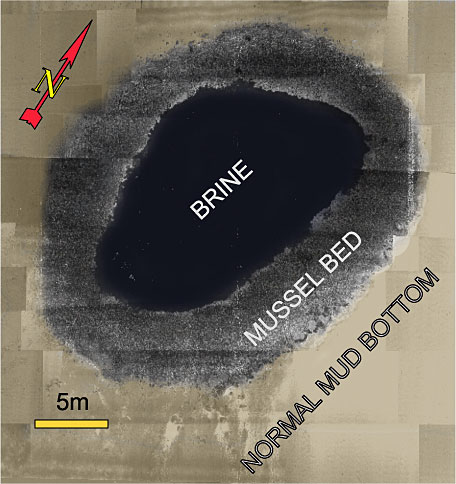
Картинка подводного соляного озера в Мексиканском заливе (создана NOAA)

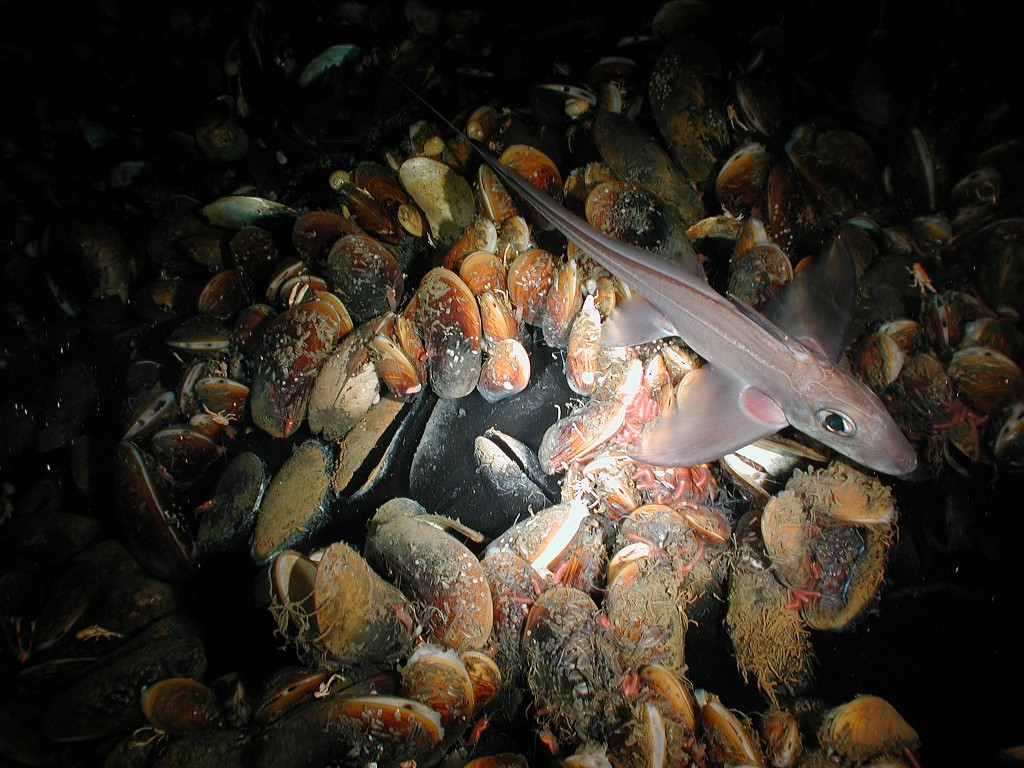
Химеровая рыба и двустворки по краям подводного соляного озера

Подводные соляные озёра — крупные области сверхсолёной воды на дне океанического бассейна. Вода в данных образованиях в 4—5 раз более солёная, чем окружающая морская вода. Разница в солёности и, соответственно, плотности не даёт водам смешиваться, что формирует чёткую границу раздела и берега водоёма. Озёра формируются процессами солевой тектоники, то есть движениями огромных солевых отложений.
Подводные соляные озёра распространены в Мексиканском заливе, где они имеют размеры от 1 м до 20 км. Впервые были обнаружены при геологоразведочных работах с использованием видеонаблюдения. Подобные объекты, содержащие токсичные для живых организмов вещества, также наблюдались в Арктическом бассейне.

## История образования подводного соляного озера в Мексиканском заливе
В середине юрского периода неглубокий Мексиканский залив был отрезан от мирового океана и высох, из-за чего образовался слой солей и минералов, толщина которого, по оценкам, составляет до 8 км. Процессы рифтогенеза восстановили связь с океаном и «растянули» залив, что привело к значительному углублению его бассейна. В ходе этих процессов солевой слой был разбит на два фрагмента. Северная часть слоя простирается под землёй от южной части Арканзаса до конца континентального шельфа в заливе. Южная часть имеет гораздо меньшие размеры и находится под западными склонами Юкатана в районе залива Кампече.
Когда Мексиканский залив вновь заполнился морской водой, расколовшиеся солевые слои были защищены от растворения донными осадками. В какой-то момент накапливающиеся осадки стали настолько тяжёлыми, что они начали деформировать солевой слой, который начал просачиваться на дно. В местах, где солевые отложения были выброшены подобно извержению вулкана через осадочные структуры, образовались крупные придонные холмы. При выходе на поверхность дна солевые отложения растворяются в морской воде, формируя насыщенный соляной раствор (рапа), который стекается в лужи или озёра.

## Биота
В некоторых из подобных объектов не наблюдается иных процессов хемосинтеза кроме бактериогенной активности (даже самая высокая солёность не является преградой для галобактерий), в других же имеются плотные берега из двустворок, имеющих симбиотические бактерии, преобразующие метан в сахар.